# Panique au village (film)
Pour les articles homonymes, voir Panique au village.
Pour plus de détails, voir Fiche technique et Distribution.
Panique au village est un film d'animation belge réalisé en 2009 par Stéphane Aubier et Vincent Patar d'après la série éponyme diffusée sur Canal+ en 2002, produit par la société belge La Parti Production. Le film a été présenté en Sélection Officielle au Festival de Cannes 2009 (Hors Compétition).

## Synopsis
Cowboy et Indien veulent souhaiter un joyeux anniversaire à Cheval. Ils commandent un barbecue à monter soi-même sur Internet, mais la commande dérape et ils se font livrer 50 millions de briques. Amour, aventure et émotion. Du centre de la Terre au Pôle Nord en passant par l'Océan Atlantique,,.

## Fiche technique
- Titre : Panique au village
- Réalisation : Stéphane Aubier et Vincent Patar[2],[3],[4]
- Scénario : Stéphane Aubier, Vincent Patar, Guillaume Malandrin et Vincent Tavier
- Conception des décors : Gilles Cuvelier
- Image : Jan Vandenbussche
- Animation : Stéphane Aubier,  Florence Henrard et Vincent Patar
- Musique : Dionysos, French Cowboy et Be Plouvier
- Montage : Anne-Laure Guégan
- Pays d’origine :  Belgique
- Langue : français
- Producteurs :  Vincent Tavier et Philippe Kaufmann
- Sociétés de production : La Parti Production
- Format : couleur — Cinémascope — Dolby Digital — 35 mm
- Genre : Animation
- Durée : 74 minutes
- Date de sortie : 
  -  Belgique : 17 juin 2009

## Distribution (voix)
- Stéphane Aubier : Coboy, Max Briquenet,  M. Ernotte
- Vincent Patar : Cheval, Maman Atlante
- Bruce Ellison : Indien
- Jeanne Balibar : Madame Longrée[4]
- Véronique Dumont : Janine
- Benoît Poelvoorde : Steven[4]
- Bouli Lanners : Facteur, Simon[4]
- Frédéric Jannin : Gendarme, Gérard, Livreur de briques
- Nicolas Buysse : Mouton, Jean-Paul
- François de Brigode : Journaliste sportif
- Christine Grulois : Vache, Étudiante
- Christelle Mahy : Poule
- Éric Muller : Rocky Gaufres, Étudiant chorale 1
- François Neycken : Cochon
- Pipou : Rire de Michel
- Franco Piscopo : Ours
- David Ricci : Âne, Michel
- Ben Tesseur : Scientifique 1
- Alexandre von Sivers : Scientifique 2

## Adaptation
Panique au village a été adapté en littérature jeunesse par Stéphane Malandrin dans un livre intitulé Panique au village, les 9 catastrophes de Cheval, réalisé à partir des animations et des personnages de Stéphane Aubier et Vincent Patar. Le livre est paru aux éditions Helium (2009)  (ISBN 978-2-35851-020-2).

## Distinctions
- Valois de la mise en scène à la 2e édition du Festival du film francophone d'Angoulême, 2009
- Nomination au César du meilleur film étranger en 2010
- Magritte du cinéma